# Frédéric Petitjean
Pour les articles homonymes, voir Petitjean.
Œuvres principales
- En solitaire (2013)
- Nos plus belles vacances (2011)
- Madame Irma (2006)
- Les Dolce (2011)

Frédéric Petitjean, né le 1er novembre 1969 à Fontainebleau, est un scénariste, écrivain, et réalisateur français.

## Biographie
Frédéric Petitjean naît à Fontainebleau, en France, le 1er novembre 1969. Il a 14 ans lorsqu'il écrit sa première pièce de théâtre, Le Conseil de famille, en classe de troisième au lycée Joliot Curie à Dammarie-les-Lys. Après avoir obtenu son baccalauréat en Langues et lettres, il poursuit ses études à la Sorbonne Paris IV où il obtient une maîtrise de Lettres Modernes. Il obtient aussi une équivalence en littérature comparée à l'Université de Columbia à New York.
Ses débuts en tant que scénariste, pour une pièce de théâtre, remontent à 1990. À 21 ans, il est l'auteur, mais aussi l'un des comédiens, d'une pièce intitulée Piano Blues jouée au Théâtre National de Fontainebleau et au Festival d’Avignon. En 1991, il reçoit sa première commande nationale à l’occasion du centenaire du Musée des arts et traditions populaires, il écrit Saltimbanques, pièce dans laquelle il est aussi acteur. Deux ans plus tard, il est l'auteur et joue dans Aux portes de l’enfer. Cette pièce, avec la collaboration des supers solistes de l’Opéra de Paris dirigé par Jean Pierre Arnaud, est interprétée au Théâtre du Renard à Paris, à la Comédie de Saint-Étienne et au Théâtre National de Reims. En 1994, Fréderic Petitjean joue au Théâtre de Vanves à Paris dans Mais qui a tué Margareth?, pièce mise en scène par Hélène Cinque. 
De 1995 à 2003, Frédéric Petitjean travaille essentiellement aux États-Unis entre autres pour la société Discreet Logic en tant que Script Doctor mais aussi en consulting et rewriting pour différents studios américains. Son travail consiste  à réécrire les parties scénaristiques des effets spéciaux afin de les adapter aux nouvelles technologies numériques. À l’époque Discreet collabore avec les plus grandes majors américaines, sur des films comme Matrix ou Le Seigneur des anneaux, collaborant notamment avec Dreamworks pour les films d’animations. Il travaillera sur 17 longs métrages sortis en salle.
Ses débuts en tant que réalisateur datent de 1998. Il réalise cette année-là deux films institutionnels pour Silicon Graphics et Autodesk aux États-Unis. Le second illustre l’habillage d’écran de la Coupe du monde 1998. Un DVD est tiré à 5 000 exemplaires aux États-Unis. Il devient dès lors responsable de l’habillage d’écran de la Coupe du monde FIFA 1998 se déroulant en France avec le logiciel Frost Discreet Logic et Silicon Graphics.
Il réalise ensuite le court métrage Trois Fois Rien, avec François-Xavier Demaison, Michel Vuillermoz, Thierry Frémont et Gaëlle Lebert. Inscrit en compétition au festival de Cannes 2015, court métrage et Short Film Corner.
Son premier long métrage, le thriller d'action Cold Blood Legacy : La Mémoire du sang avec Jean Reno, est sorti en 2019.

## Filmographie

### Réalisateur
- 2015 : Trois Fois Rien (court métrage)
- 2019 : Cold Blood Legacy : La Mémoire du sang
- 2019 : Institut Curie (Publicité)

### Scénariste

#### Cinéma
- 2006 : Madame Irma
- 2008 : Old Up
- 2008 : Paris Shanghai
- 2008 : The Miror
- 2010 : Le Mythe de Shyle
- 2011 : Le Dernier Pas[4]
- 2011 : Nos plus belles vacances
- 2012 : Shanghai Memory
- 2013 : Personnes
- 2013 : En solitaire[5]
- 2014 : Brentwood Weekend[6].
- 2015 : Second Life
- 2019 : Cold Blood Legacy : La Mémoire du sang

#### Télévision
- 2011 : Very Pas de Chance
- 2014 : Meurtres à  Rouen[7]

### Acteur

#### Cinéma
- 2010 : Bloody Crumble[8], court métrage de Eric Périssé[9].

## Publications

### Romans

#### SérieLes Dolce
1. La Route des magiciens[10],[11],[12],[13],[14],[15],[16], Seuil (Don Quichotte), 2011
2. Les Cinq secrets[17], Seuil (Don Quichotte), 2012
3. Le Dernier Puits, Pocket Jeunesse, 2016

#### Romans indépendants
- Le Mythe de Shyle, Versilio. Susanna Lea, 2016En cours d' écriture

### Nouvelle
- Au bar des Sirènes, 2014Parue dans Anthologie des Imaginales

### Livre audio
- Killer social Club, 2021 -  audible originals[18]

## Théâtre

### Écriture
- 1989 Piano Blues.
- 1990 Saltimbanques.
- 1993 Aux portes de l’enfer.
- 2008 Nos ancêtres Chéris en collaboration avec Véronique Timsit.

## Distinctions

### Récompenses
- Prix du Public au festival international du 1er court Métrage de Pontault Combault 2016 pour "Trois fois rien" .

- Grand prix de l’imaginaire 2012 pour son roman Les Dolce, Tome I, La route des magiciens.
- Grand Prix du Jury - Festival du film de Sarlat 2006 pour Madame Irma.
- Grand Prix au Festival du film européen de Monte Carlo 2006 pour Madame Irma.
- Aide au développement de projets de films de long métrage[4] CNC (Centre National du Cinéma et de l’Image Animée) pour le scénario Le Dernier Pas, anciennement La mémoire du sang.

### Nominations
- "En solitaire" idée originale et scénario du film nommé au César de la meilleure première œuvre 2013